# پیلتون
پیلتون (به انگلیسی: Pailton) یک روستا و محله مدنی در بریتانیا است که در Rugby واقع شده‌است. پیلتون ۵۱۶ نفر جمعیت دارد.